# Krina
Krina, früher Crina, ist ein Ortsteil der Gemeinde Muldestausee im Landkreis Anhalt-Bitterfeld in Sachsen-Anhalt.

## Geografie
Krina liegt zwischen Leipzig und Lutherstadt Wittenberg im Naturpark Dübener Heide.

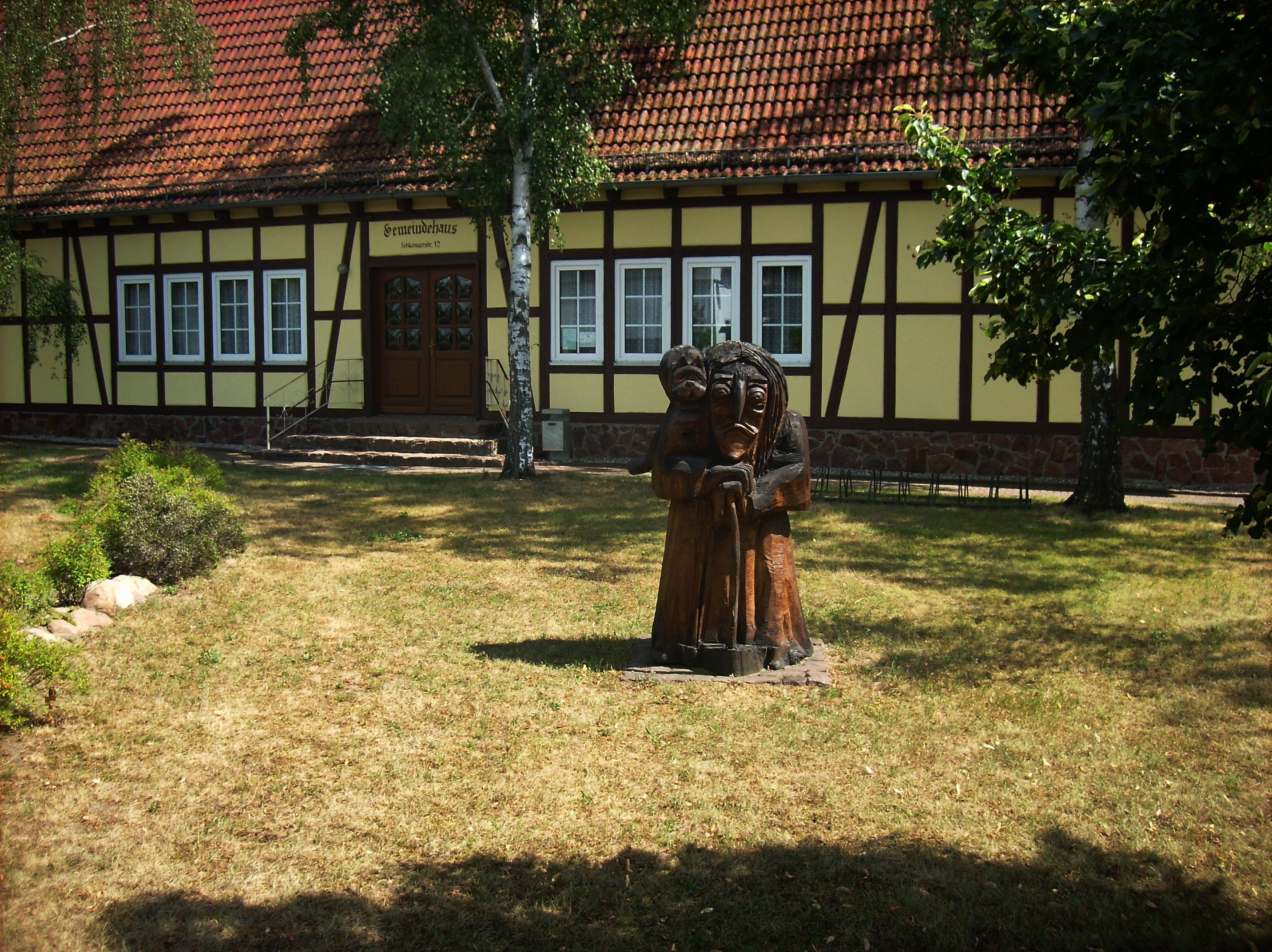
Gemeindehaus Krina

Eine recht unauffällige Gedenktafel auf einem Feldstein in der Ortsmitte („Horns Berg“ ) weist darauf hin, dass Krina einmal Mittelpunkt des Deutschen Kaiserreiches war.

## Geschichte
1530 wurde Krina erstmals urkundlich erwähnt. Der Ort gehörte bis 1815 zum kursächsischen Amt Bitterfeld. Durch die Beschlüsse des Wiener Kongresses kam er zu Preußen und wurde 1816 dem Kreis Bitterfeld im Regierungsbezirk Merseburg der Provinz Sachsen zugeteilt, zu dem er bis 1944 gehörte.
Vom 25. Juli 1952 bis zum 2. Oktober 1990 gehörte Krina in den Bezirk Halle der DDR.
Bis zur Neubildung der Einheitsgemeinde Muldestausee am 1. Januar 2010 war Krina eine selbständige Gemeinde in der Verwaltungsgemeinschaft Muldestausee-Schmerzbach. Letzter Bürgermeister von Krina war Bernd Friebel.

## Gedenkstätte
Auf dem Friedhof erinnern zwei Grabstätten an einen Polen und einen sowjetischen Bürger, die während des Zweiten Weltkrieges nach Deutschland verschleppt und Opfer von Zwangsarbeit wurden.

## Wappen und Flagge

Wappen von Krina

Blasonierung: „Gespalten von Blau und Gold; vorn drei goldene Schilfrohre, hinten drei blaue Sicheln, keilförmig nach links gestellt.“
Das Wappen wurde 1996 vom Magdeburger Kommunalheraldiker Jörg Mantzsch gestaltet.
Die Flagge Krinas ist Gelb - Blau längs gestreift. Das Wappen ist mittig auf die Flagge aufgelegt.

## Verkehrsanbindung
Westlich des Ortes verläuft in die Bundesstraße 100 von Bitterfeld-Wolfen nach Wittenberg.